# Георг Вільгельм Пабст
Георг Вільгельм Пабст (нім. Georg Wilhelm Pabst, 25 серпня 1885 — 29 травня 1967) — австрійський кінорежисер, який вніс неоціненний вклад у кіномистецтво  Німеччини.

## Фільмографія
- 1923 Скарб / Der Schatz
- 1924 Графиня Донеллі / Gräfin Donelli
- 1925 Безрадісний провулок / Die freudlose Gasse
- 1926 Таємниці душі / Geheimnisse einer Seele
- 1926 З коханням не грають / Man spielt nicht mit der Liebe
- 1927 Любов Жанни Ней / ' Die Liebe der Jeanne Ney
- 1928 Омани / Abwege
- 1929 Скринька Пандори / Die Büchse der Pandora
- 1929 Щоденник занепалої / Tagebuch einer Verlorenen
- 1929 Біле пекло Піц Палю / Die weiße Hölle vom Piz Palü
- 1930 Західний фронт 1918 / Westfront 1918
- 1930 Скандал з приводу Єви / Skandal um Eva
- 1931 Солідарність / Kameradschaft
- 1931 Тригрошова опера / Die Dreigroschenoper
- 1932 Володарка Атлантиди / Die Herrin von Atlantis
- 1933 Дон Кіхот / Don Quichotte
- 1933 Згори донизу / Du haut en bac
- 1934 Сучасний герой / A Modern Hero
- 1936 Мадемуазель доктор / Mademoiselle Docteur
- 1938 Шанхайська драма / Le Drame de Shanghai
- 1939 Білий раб / L'Esclave blanche
- 1939 Дівчата в нужді / Jeunes Filles en détresse
- 1941 Комедіанти / Komödianten
- 1943 Парацельс / Paracelsus
- 1945 Справа Моландера / Der Fall Molander
- 1948 Процес / Der Prozeß
- 1949 Зов з ефіру / Ruf aus dem Äther
- 1949 Загадкова глибина / Geheimnisvolle Tiefe
- 1949 1-2-3-кінець! / 1-2-3-Aus!
- 1949 Дуель зі смертю /  Duell mit dem Tod
- 1953 Голос тиші / La voce del silenzio
- 1953 Божевільні речі / Cose da pazzi
- 1954 Зізнання Іни Кар / Das Bekenntnis der Ina Kahr
- 1955 Останній акт / Der letzte Akt
- 1955 Це сталося 20 липня / Es geschah am 20. Juli
- 1956 Троянди для Беттіни / Rosen für Bettina
- 1956 По лісах, по полях / Durch die Wälder, durch die Auen